# Rheinbahn-Typ NF-GT-L
Der Typ NF-GT-L oder NF6 (Niederflur, 6 Radpaare) der Rheinbahn ist ein von der Duewag 1996 bis 1999 für die Straßenbahn Düsseldorf gebauter Fahrzeugtyp. Hinsichtlich des Grundaufbaus und der verwendeten Drehgestelle gleicht er dem Bonner Typ R1.1, ist abweichend jedoch als Einrichtungswagen, etwas kürzer und mit zwei Türen im Mittelteil ausgeführt. Die elektrische Ausrüstung lieferte Kiepe statt Siemens.

## Beschaffung
Im April 1994 gab die Rheinbahn bekannt, einen Auftrag über zunächst zehn Fahrzeuge an Duewag und Kiepe zu vergeben. Zudem wurden Folgeaufträge über 128 Wagen bis 2002 angekündigt. Zu diesem Zeitpunkt war noch nicht endgültig festgelegt, ob unter dem Mittelteil Einzelrad-Einzelfahrwerke (EEF) oder von den Gelenken aus gesteuerte Drehgestelle wie beim Bonner R1.1 eingebaut werden sollen. Obwohl die Rheinbahn an der EEF-Erprobung maßgeblich beteiligt war, entschied sie sich schließlich für die Bonner Lösung.
1995 schrieb die Rheinbahn außerdem insgesamt 58 niederflurige Beiwagen aus, die mit den NF6 eingesetzt werden sollten. Es gaben unter anderem Bombardier, LHB und MGB sowie die Duewag Angebote ab, beide mit zweiachsigen Kleinraddrehgestellen. Die daraus folgende Bestellung von 15 und optional 44 Beiwagen bei der Duewag wurde dann jedoch von einem neuen Vorstandsvorsitzenden der Rheinbahn gestoppt. Dieser bevorzugte wegen des Kontakts zwischen Fahrgästen und Fahrpersonal längere, durchgehende, vollständig niederflurige Fahrzeuge mit einer Doppeltür direkt hinter dem Führerstand. Auch die Beschaffung der NF6 erreichte dadurch mit 48 Wagen bei Weitem nicht die 1994 angekündigte Stückzahl. Stattdessen erfolgte eine neue Ausschreibung, woraus schließlich die auf dem Combino basierenden Typen NF10 und NF8 resultierten.

## Technik und Aufbau
Es handelt sich wie beim Bonner R1.1 um dreiteilige Gelenkwagen mit aufgesattelten Endwagen und langem Mittelteil. Die Endwagenteile sind jedoch nur 9175 statt 9710 Millimeter lang. Der Führerstand hingegen ist etwas länger als beim Bonner R1.1. Die Wagenkästen sind geschweißte Stahlkonstruktionen. Die vier Fahrgasttüren, die jeweils direkt in den Niederflurbereich führen, sind zweiflüglige Schwenkschiebetüren. Der führende Radsatz ist mit einer Spurkranzschmierung ausgerüstet.

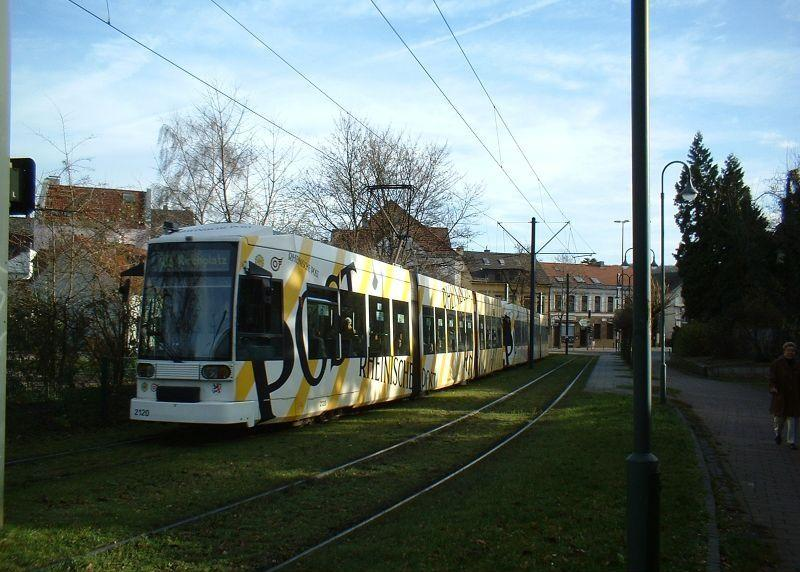
Einsatz in Doppeltraktion (2008)

Die elektrische Ausrüstung von Kiepe mit GTO-Wechselrichtern entspricht bis auf die Motoren derjenigen des Kölner Stadtbahn-Typs K4000. Die Motoren mit einer Dauerleistung von 105 kW lieferte GEC Alsthom. Außerdem sind die NF6 im Gegensatz zu den K4000 nicht nur für eine Spannung 750 Volt ausgerüstet, sondern auch für 600 Volt. Im Gegensatz zu den Bonner Fahrzeugen sind die NF6 für den Einsatz in Mehrfachtraktion ausgerüstet. Dazu erhielten sie Scharfenbergkupplungen. An der Front sind diese elektrisch längs zurückziehbar und werden im zurückgezogenen Zustand durch automatisch heb- und senkbare Schürzen verdeckt.

## Modernisierungen

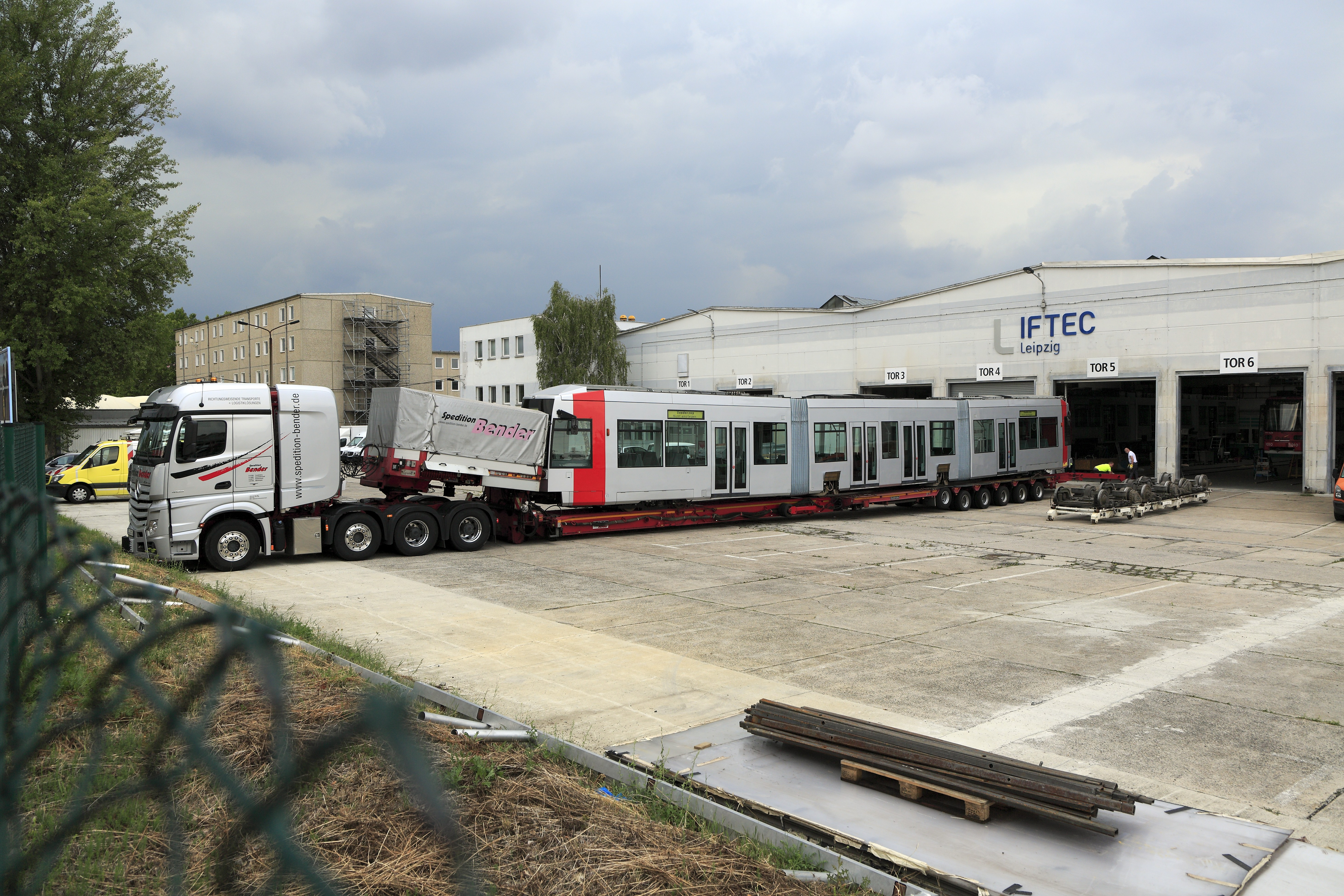
Zum Rücktransport von IFTEC nach Düsseldorf bereitstehender, modernisierter NF6 (2019)

### Allgemeine Modernisierung (2015 ausgeschrieben)
Im August 2015 schrieb die Rheinbahn eine Modernisierung aller 48 NF6 aus, mit der sie für weitere 16 Einsatzjahre ertüchtigt werden sollten. Den Auftrag erhielt das Unternehmen IFTEC aus Leipzig. Der erste fertiggestellte Wagen kehrte im November 2017 nach Düsseldorf zurück, wurde anschließend in der Rheinbahn-Hauptwerkstatt komplettiert und im Juni 2018 der Öffentlichkeit vorgestellt. Äußerlich erkennbar sind die modernisierten Fahrzeuge durch die Lackierung im derzeitigen Rheinbahnschema, hauptsächlich in grau mit einzelnen roten Flächen. Bereits vor Beginn der Modernisierung waren drei Fahrzeuge zur Ermittlung des Zustands zerlegt worden. Im Verlauf der Modernisierung zeigte sich jedoch, dass die meisten Wagen sich in schlechterem Zustand befanden. Daraus ergaben sich Mehraufwendungen über den finanziellen Rahmen von 26 Millionen Euro hinaus. Dies führte zu einer Pausierung der Maßnahme, bis die Rheinbahn im Juli 2019 zusätzliche zwei Millionen Euro bewilligte. Zum Jahresende 2022 kehrte der letzte modernisierte Wagen nach Düsseldorf zurück.
Zur Modernisierung gehörten die Zerlegung der Fahrzeuge in Einzelteile, das Sandstrahlen der Wagenkästen, der Austausch der Unterböden sowie die Aufarbeitung oder der Austausch aller elektrischen Teile, der Radsätze und der Drehgestelle. Von Korrosion betroffene Flächen wurden instand gesetzt. Im Fahrgastraum erhielten Wände und Decken neu eine größtenteils weiße Farbgebung. Die Sitze erhielten Bezüge aus grauem Leder. Die Leuchtstoffröhren wurden durch LED-Leuchtmittel ersetzt. In den Führerständen wurden die Sitze ausgetauscht, die Bedienpulte erhöht und die Tasten unter ergonomischen Gesichtspunkten anders angeordnet.

### Modernisierung der Elektrik (2025 ausgeschrieben)
Im März 2025 veröffentlichte die Rheinbahn eine Ausschreibung zur Modernisierung der Elektrik von 15 NF6. Ein erstes Fahrzeug sollte dabei vom Auftragnehmer vollständig modernisiert werden, wohingegen für die weiteren 14 Exemplare die Komponenten an die Rheinbahn zu liefern waren. Im April 2025 wurde die Ausschreibung aufgehoben und anschließend neu begonnen. Die Vergabe des Auftrags erfolgte schließlich im Juli 2025. Aus zwei Angeboten wählte die Rheinbahn dasjenige des polnischen Unternehmens Medcom.

## Ausmusterung
Aufgrund von Unfallschäden wurde 2021 der Wagen 2148 verschrottet.